# Tipula ludoviciana
Tipula ludoviciana är en tvåvingeart som beskrevs av Alexander 1919. Tipula ludoviciana ingår i släktet Tipula och familjen storharkrankar. Inga underarter finns listade i Catalogue of Life.